# Hlídková loď

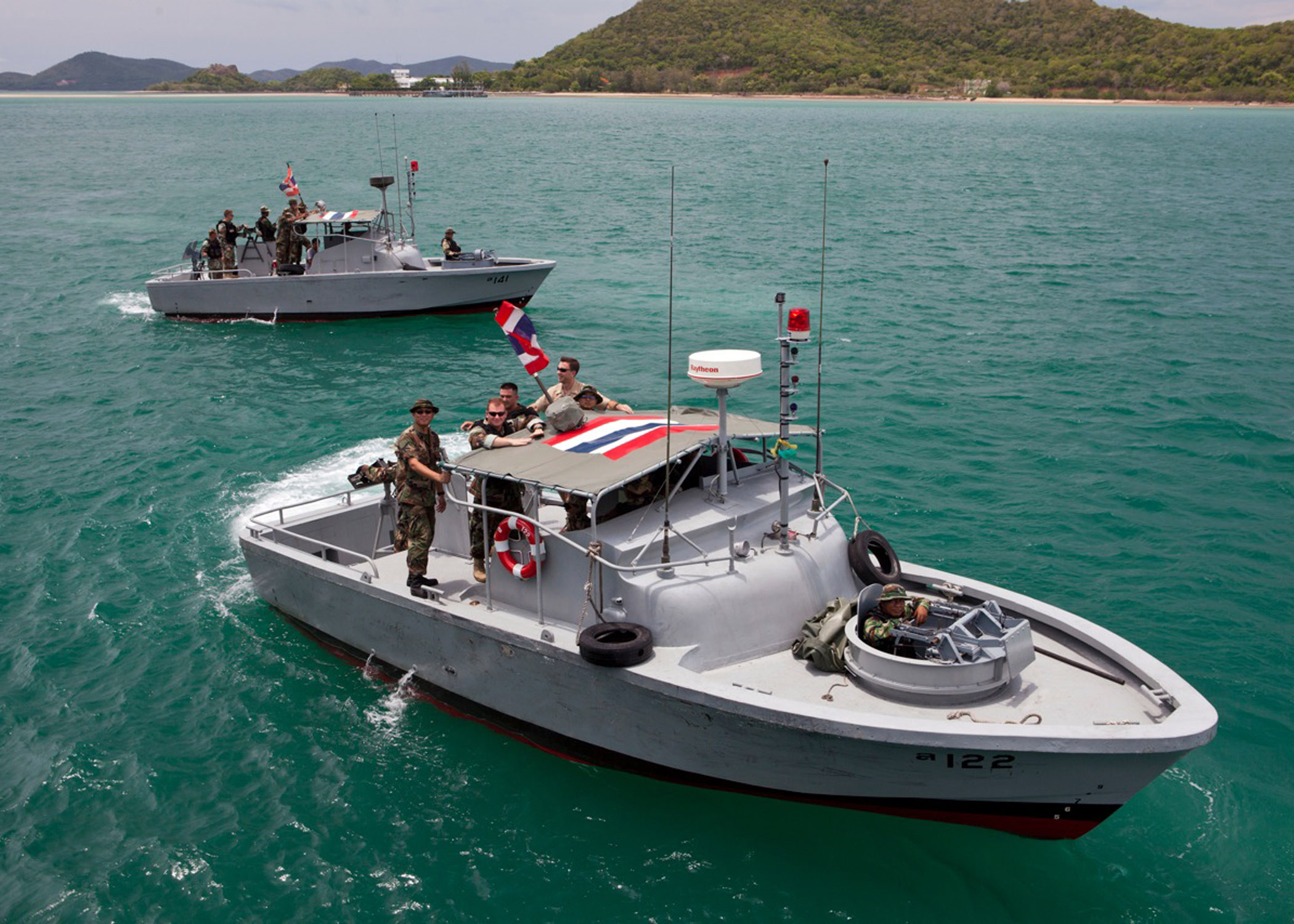
Thajské říční hlídkové čluny

Hlídková loď či hlídkový člun je druh malé válečné lodě, kterou nejčastěji provozuje námořnictvo, pobřežní stráž, policie či celní stráž. Hlídkové lodě operují zejména na řekách, v jejich deltách a v blízkosti pobřeží. Nejčastěji zajišťují pobřežní obranu a ochranu hranic, záchranné operace, zabraňují pašování, kontrolují imigraci či rybolovná pásma. Přestože hlídkové lodě obvykle patří k nejmenším válečným lodím, oceánské hlídkové lodě, určené k samostatným operacím na otevřeném moři, mnohdy dosahují velikosti korvet či fregat.